# Прогонная улица (Выборг)
Прого́нная у́лица — улица в старой части Выборга, пролегающая от Подгорной улицы до Рыночной площади.

## История
Одна из старейших улиц Выборга. Сложилась в XV веке при застройке начала Карельской дороги, здесь сосредоточилась основная торговля, связанная сухопутным направлением. Вдоль дороги селились иноземные купцы, отчего улица получила название Немецкой (швед. Tyska gatan). Другое её старинное название — Нижняя улица. Она была наиболее важной торгово-транзитной магистралью средневекового шведского Выборга. К этому периоду относится строительство таких купеческих домов, как усадьба бюргера и так называемый «Дом на скале». Но самой заметной постройкой на улице того времени был монастырь Серых братьев. После строительства Каменного города — городской стены с башнями и воротами — улица стала упираться в башню Скотопрогонных ворот, через которые прогоняли скот на пастбище, благодаря чему позднее приобрела третье название — швед. Karjaportsgatan, фин. Karjaportinkatu, то есть Скотоворотная.
В 1640 году шведским инженером А. Торстенсоном с помощью землемера А. Стренга был составлен первый регулярный план Выборга, согласно которому город разделялся на кварталы правильной геометрической формы (без учёта рельефа) прямыми улицами, ширина которых, в основном, была равна 8,5 метров. По новому плану спрямлённая улица стала одним из четырёх важнейших маршрутов Выборга, она была ориентирована на барбакан из двух башен с воротами. Статус главной улицы перешёл к Большой улице, переименованной в Королевскую (швед. Drottnigsgatan).
После взятия Выборга русскими войсками в 1710 году на русских картах улица обычно именовалась Нижней. Она застраивалась домами в стиле русского классицизма, такими, как дом Ладо.
Во второй половине XIX века в соответствии с разработанным в 1861 году выборгским губернским землемером Б. О. Нюмальмом планом были снесены устаревшие укрепления Каменного города и Рогатой крепости, и Нижняя улица, перспективу которой после разборки Скотопрогонных ворот стала замыкать Петербургская башня, влилась в новую Рыночную площадь. После введения в 1860-х годах в официальное делопроизводство Великого княжества Финляндского финского языка получили распространение финноязычные карты Выборга, на которых улица именовалась Karjaportinkatu (на русских картах — Карьяпортская улица); с провозглашением независимости Финляндии финский вариант названия стал официальным.
Застройка улицы сильно пострадала в результате советско-финских войн (1939—1944), некоторые участки с военного времени остаются незастроенными.
В советском Выборге за улицей закрепилось название Прогонная. С 2008 года, после разделения всей территории Выборга на микрорайоны, Прогонная улица относится к Центральному микрорайону города.

## Достопримечательности
Мостовая выложена брусчаткой. На улице размещены туристические объекты — сувенирные магазины, гостиница и ресторан, а также некоторое время находился один из первых в России зал царства свидетелей Иеговы. Все здания, расположенные на улице, внесены в реестр объектов культурного наследия в качестве памятников архитектуры.
- Д. 1 — бывшее здание городского суда.
- Д. 2 — бывшее здание гостиницы Мотти, в которой в 1829 году останавливались на пути к водопаду Иматра М. И. Глинка, а также близкий друг Пушкина поэт А. А. Дельвиг с женой, литератор О. М. Сомов и Анна Керн[1].
- Средневековый «Дом на скале».
- Д. 7а — средневековый дом горожанина. Расположенное в отдалении от красной линии улицы здание — один из редких примеров городской застройки, сложившейся до урегулирования выборгской городской сети в соответствии с планом, выполненным в 1640-х годах.
- Д. 9 — бывшее здание компании «Виипурин аннискелу» («Чёртова церковь»).
- Террасный сад[2][3]

- Бывший городской суд
- Бывшая гостиница Мотти
(Дом Ладо)
- Дом на скале
- Дом горожанина
- Дом № 7
- Бар-ресторан «Чёрный бык»
- Вид на Круглую башню в 1920-х годах
- Современный вид на Круглую башню с Прогонной улицы

## Мемориальные доски
На доме № 2 — памятная доска, посвящённая композитору М. И. Глинке.
На доме № 14 — памятная доска, посвящённая почётному гражданину города Выборга А. П. Тихонову.